# Хаорейма
Хаорейма або Хаолейма (старий Маніпурі) (буквально «дама племені») — богиня в міфології та релігії Мейтей Стародавнього Канглейпака (Стародавній Маніпур). Вона була жінкою з пагорбів, яку вбили, під час її зустрічі з коханим і перетворили на катованого духа. Вважається втіленням богині Пантхойбі. Її також ототожнюють з богинею Нонгтанг Лейма.

## Етимологія

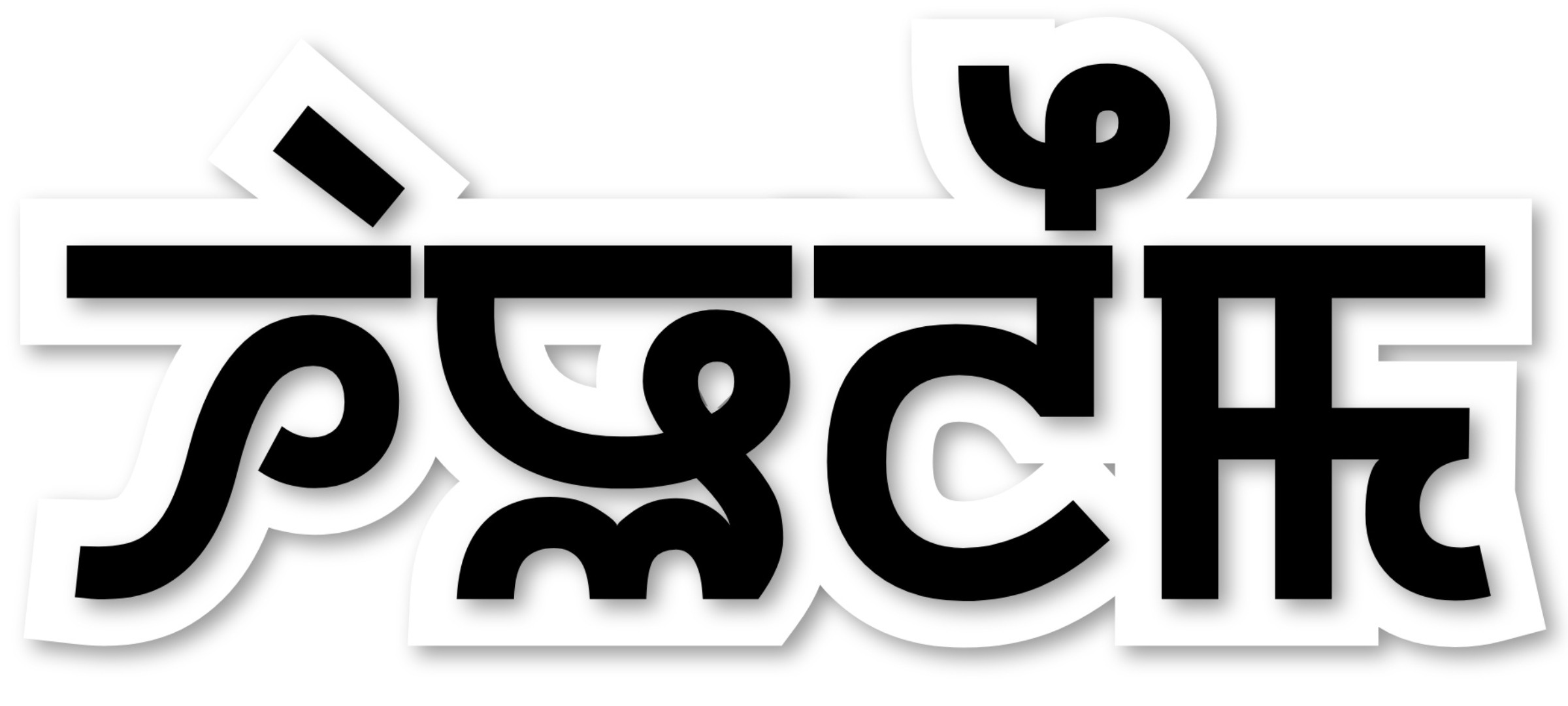
Назва «Haoleima» написана архаїчною мовою Meetei Mayek abugida

На мові мейтей (мова маніпурі) назва «хаорейма» походить від «хаолейма». «Хайлейма» складається з двох складових слів, «Хао» і «Лейма». Мовою мейтей (мова маніпурі) «хао» має кілька значень. Це може означати (1) так (відповідь), (2) смачно, пікантно або (3) плем'я. Тут «Хао» означає «плем'я». На мові мейтей (мова маніпурі) «лейма» означає королева, кохана жінка чи дама. Назва «Хаорейма» зазвичай відноситься до жінки з племені, яка несе традиційний подовжений кошик («сам» або «шам»).

## Походження
В історії Стародавнього Канглейпака (Стародавній Маніпур) відомо багато людей з ім'ям «Хаорейма». Хаорейма Тамхейбі була донькою короля Атома Нонгяя Тінгкол Ханба з династії Хуманів. Вона була одружена з королем Мейтей Кайноу Іренгба (984—1074 н. е.). Після одруження вона стала відома як «Мейтей Лейма» (букв. Королева Мейтей).